# Quỳnh Lưu, Nghệ An
Quỳnh Lưu là một xã thuộc tỉnh Nghệ An, Việt Nam. Xã được hình thành trên cơ sở sáp nhập thị trấn Cầu Giát và các xã Bình Sơn, Quỳnh Diễn, Quỳnh Giang, Quỳnh Hậu của huyện Quỳnh Lưu trong đợt sáp nhập tỉnh thành Việt Nam 2025.

## Địa lý
Xã Quỳnh Lưu có vị trí địa lý:
- Phía Đông giáp xã Quỳnh Anh và xã Quỳnh Phú;
- Phía Nam giáp xã Quỳnh Phú và xã Hùng Châu;
- Phía Tây giáp xã Quỳnh Sơn và xã Hùng Châu;
- Phía Bắc giáp xã Quỳnh Sơn và xã Quỳnh Văn.

Xã Quỳnh Lưu có diện tích tự nhiên 40,55 km².

## Hành chính và tên gọi
Xã Quỳnh Lưu được thành lập theo Nghị quyết số 1678/NQ-UBTVQH15 của Ủy ban Thường vụ Quốc hội Việt Nam, ban hành ngày 16 tháng 6 năm 2025. Theo đó, sắp xếp toàn bộ diện tích tự nhiên, quy mô dân số của thị trấn Cầu Giát và các xã Bình Sơn, Quỳnh Diễn, Quỳnh Giang, Quỳnh Hậu thuộc huyện Quỳnh Lưu trước đây thành một xã mới có tên gọi là xã Quỳnh Lưu.
Trước đó, theo Đề án sắp xếp đơn vị hành chính cấp xã tỉnh Nghệ An, xã này là xã Quỳnh Lưu 1.
Sau sắp xếp xã có diện tích tự nhiên: 40,55 km², quy mô dân số: 73.584 người.